# トロナジャパン
株式会社トロナジャパンは、ゼンショーグループの食品メーカー。ピザおよびピザ関連商品を専門に扱う。なかでもクラスト（ピザ生地）は50%前後のシェアを有する。
この他、ゼンショーグループの一般向け通信販売も担当している。

## 主な製品
- 業務用ピザ
- 業務用ピザ関連商品（クラスト、チーズ、ピザソースなど）
- 業務用ピザオーブン
- 市販冷凍ピザ
- ゼンショーグループ関連商品（主にすき家牛丼の具や、なか卯各種丼の具を中心に販売）

## 事業所
- 京都工場 - 〒610-0231 京都府綴喜郡宇治田原町大字立川小字金井谷1-38
- 関東工場 - 〒300-1283 茨城県牛久市奥原町1650番60号

## 沿革
- 1971年 - 藤三商会により、外食産業向けピザオーブンの販売事業開始
- 1972年 - 米国トロナ社と提携
- 1978年1月 - 藤三商会の子会社、日本トロナピザ販売株式会社設立
- 1978年9月 - 米国トロナ社との合弁企業、トロナ・ピザ・プロダクツ・ジャパン株式会社設立
- 1978年10月 - 滋賀工場でピザクラストの製造開始（京都工場開設により、1994年に閉鎖）
- 1982年11月 - 日本トロナピザ販売が株式会社トロナジャパンに社名変更
- 1986年10月 - 宅配事業「シカゴピザファクトリー」展開開始
- 1991年7月 - 京都工場稼動開始
- 1997年2月17日 - 関東工場稼動開始
- 2003年9月2日- 森永乳業の傘下入り
- 2006年9月1日 - ゼンショーに事業譲渡
- 2006年9月1日 - 新設会社・株式会社トロナジャパン設立
- 2008年4月 - 宅配事業を分社化、株式会社シカゴピザ設立
- 2011年7月 - シカゴピザの株式をリサ・パートナーズに譲渡、シカゴピザがゼンショー傘下から離脱。